# 謝金河 (乒乓球運動員)
謝金河（？—）是一名前台灣乒乓球運動員，基隆人，弟弟謝金波也是乒乓球運動員。民國47年全省乒乓球錦標賽男子單打冠軍，民國50年與江彩雲搭檔獲得混合雙打冠軍，民國51年、民國52年與李國定搭配獲得男子雙打冠軍。1958年，他與陳高山搭檔奪下1958年亞洲運動會乒乓球男子雙打銅牌。